# Haibach (powiat Aschaffenburg)
Haibach – miejscowość i gmina w Niemczech, w kraju związkowym Bawaria, w rejencji Dolna Frankonia, w regionie Bayerischer Untermain, w powiecie Aschaffenburg. Leży około 5 km na wschód od Aschaffenburga.
W Haibach znajduje się siedziba niemieckiej filii firmy Rovi Corporation.

## Dzielnice
W skład gminy wchodzą trzy dzielnice: Haibach, Grünmorsbach i Dörrmorsbach.

## Polityka
Wójtem od 2006 jest Andreas Zenglein. Rada gminy składa się z 21 członków:
|      | CSU | SPD | Wolny Związek Wyborczy | Razem     |
| 2002 | 11  | 7   | 3                      | 21 miejsc |

## Współpraca
Miejscowość partnerska:
- Marck, Francja

## Oświata
W gminie znajduje się Hauptschule oraz dwie szkoły podstawowe,